# La venda
La venda – singel hiszpańskiego piosenkarza Mikiego, wydany 18 stycznia 2019 roku przez Universal Music Spain. Utwór napisał i skomponował Adrià Salas.
Piosenka wygrała hiszpańskie eliminacje eurowizyjne Objetivo Eurovisión i reprezentowała Hiszpanię w Konkursie Piosenki Eurowizji 2019 w Tel-Awiwie. Utwór zdobył w preselekcjach eurowizyjnych 34% wszystkich głosów
Z uwagi na fakt, iż Hiszpania jest w tzw. „Wielkiej Piątce” Konkursu Piosenki Eurowizji, utwór został zaprezentowany dopiero w jego finale, który odbył się 18 maja w Centrum Konferencyjnym Tel Awiwu. Zajął ostatecznie 22. miejsce z sumą 54 punktów, w tym 1 punkt od jurorów (25. miejsce) i 53. punkty od widzów (14. miejsce).
Singel znalazł się na 13. miejscu na oficjalnej liście sprzedaży w Hiszpanii.
| Kraj      | Notowanie (2019)                | Najwyższa pozycja |
| --------- | ------------------------------- | ----------------- |
| Hiszpania | Productores de Música de España | 13                |